# Eugene Casserly
Eugene Casserly (Mullingar, 1820. november 13. – San Francisco, 1883. június 14.) az Amerikai Egyesült Államok szenátora (Kalifornia, 1869–1873).